# Vitis berlandieri
Vitis berlandieri ist eine Weinrebenart, die vor allem wegen ihrer Reblausresistenz große Bedeutung als Unterlagsrebe hat. Der Entdecker der Reblaus Jules Émile Planchon (1823–1888) beschrieb die amerikanische Wildart um 1880 und nannte sie nach dem Schweizer Biologen Jean Louis Berlandier (1805–1851), der diese erstmals katalogisiert hat. Er war ein enger Mitarbeiter von Augustin-Pyrame de Candolle.

## Verbreitung
Vitis berlandieri stammt aus dem südwestlichen Texas, Neu-Mexiko und dem nördlichen Mexiko. Sie ist an Flussufern und auf heißen, trockenen und kalkhaltigen Hügeln verbreitet. Durch die gute Anpassung an Halbwüstenstandorte besitzt sie eine ganze Reihe züchterisch bedeutsamer Eigenschaften. In der Umgebung von Fredericksburg im Bezirk Gillespie westlich von Austin in Texas, bildet Vitis berlandieri in der Nähe von Bachläufen dicke Stämme aus, wächst kräftig bis in die obersten Baumwipfel und entfaltet dort ihr Blätterdach. Auf trockenen Standorten im Bezirk Blanco ist der Wuchs stark reduziert und erreicht nur eine Höhe von 2 bis 3 Meter.

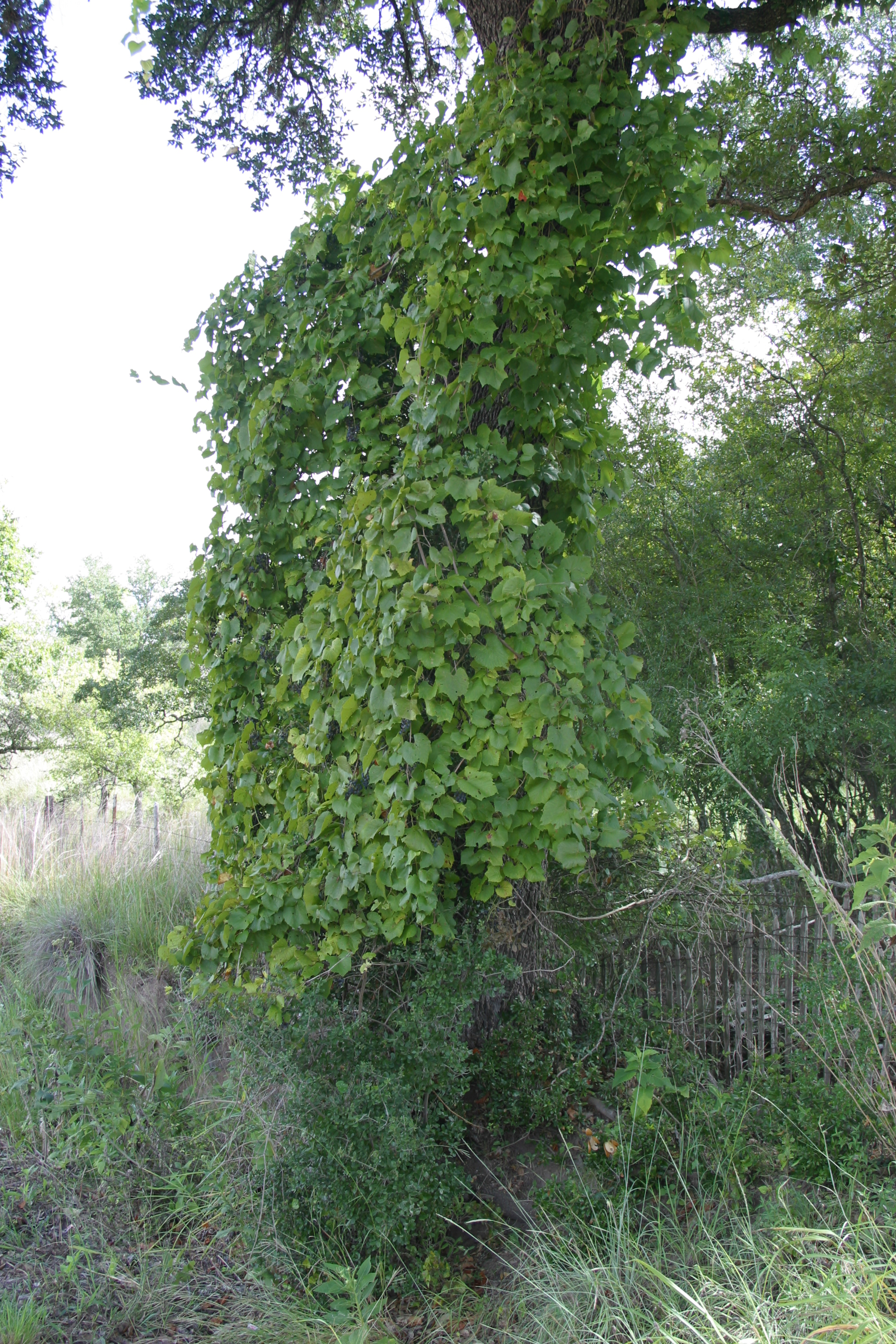
Vitis berlandieri auf einem Baum in Texas

## Ampelografische Merkmale
Vitis berlandieri besitzt eine offene Triebspitze mit weißer bis roter, stark wolliger Behaarung. Das Blatt ist herzförmig mit schwach ausgebildeter Dreilappung. Die Blattunterseite ist spinnwebartig behaart. Die Blüte ist meist zweihäusig und es entwickeln sich mittelgroße Trauben mit vielen Seitenverzweigungen. Die Beeren sind klein, rund, blau gefärbt und der Beerensaft hat einen säuerlichen Geschmack. Aus den Trauben gewonnener Wein ist von sehr geringer Qualität.

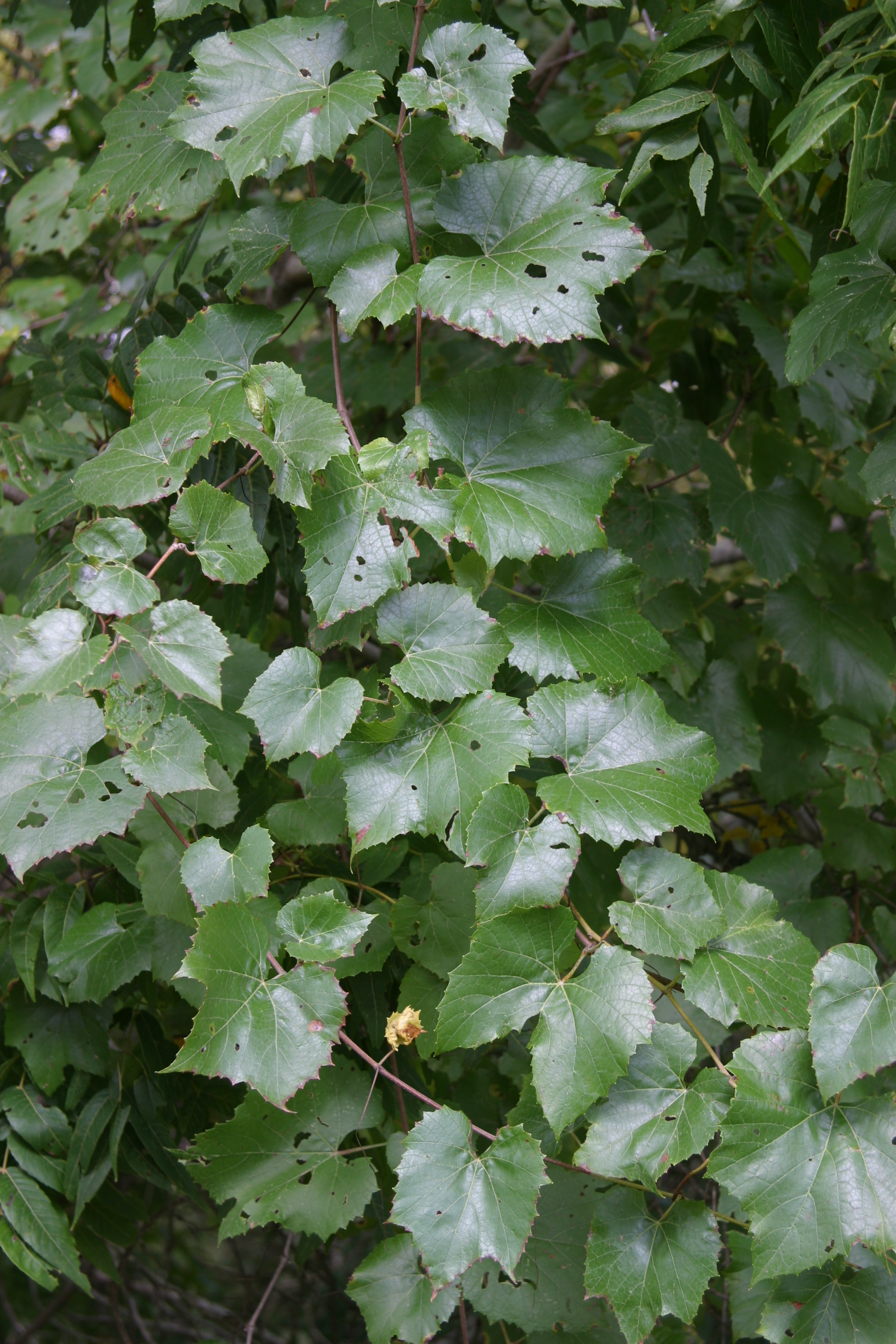
Vitis berlandieri – Blätter
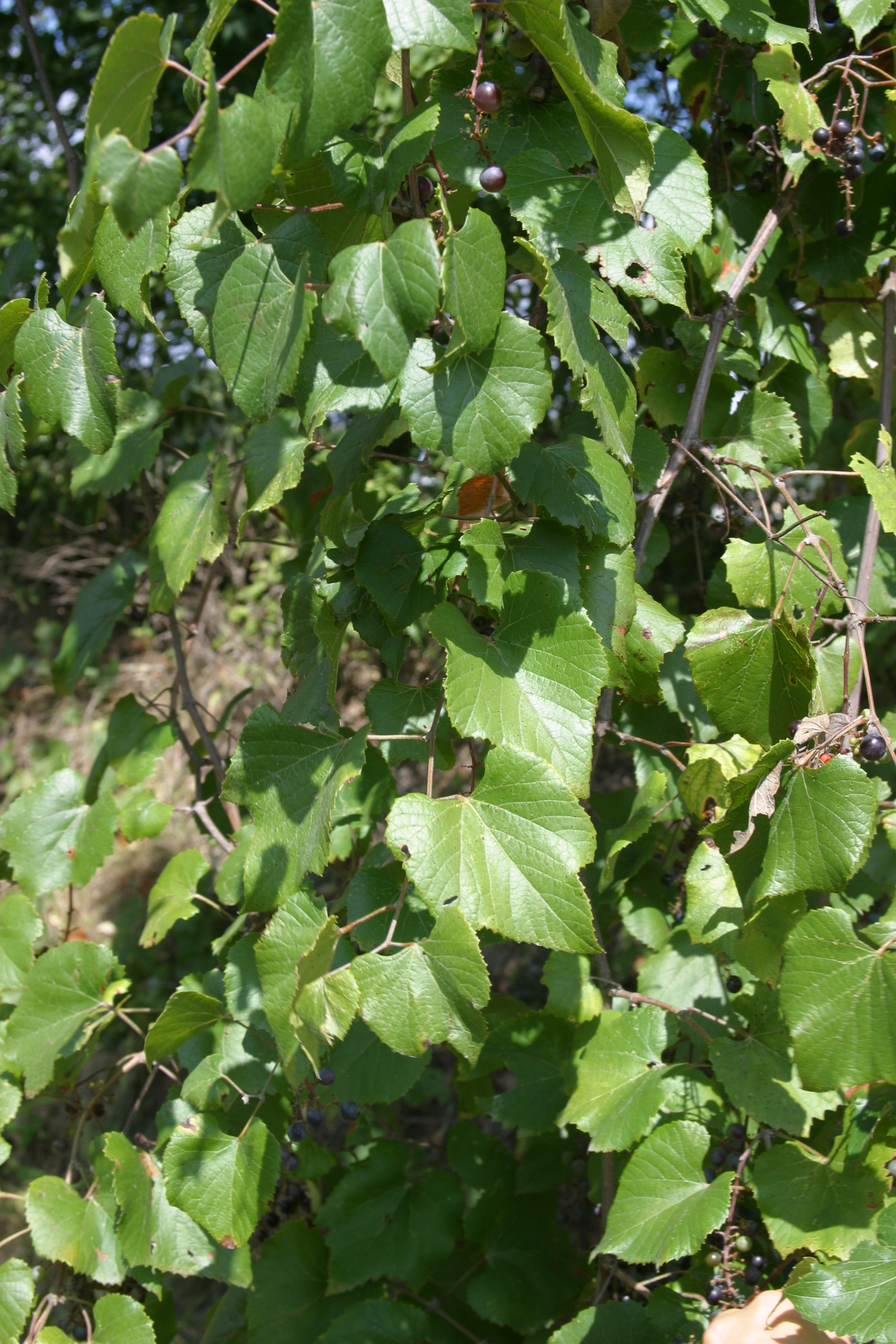
Vitis berlandieri – Blätter

## Eigenschaften
Vitis berlandieri hat eine gute Widerstandsfähigkeit gegen die Wurzelreblaus, Oidium und Peronospora. Sie besitzt eine hohe Kalk- und Salztoleranz, benötigt aber eine längere Vegetationsperiode. Ungünstig bei der Vermehrung ist die schlechte Bewurzelbarkeit vom Steckholz, was sie als alleinige Unterlagenrebe unbrauchbar macht. Ihre wichtigste Bedeutung hat sie daher als Kreuzungspartner bei der Züchtung von Unterlagensorten. Allein die Einführung von Vitis berlandieri als Kreuzungspartner führte zu kalkwiderstandsfähigen Unterlagensorten. Die größte Bedeutung haben die Vitis berlandieri x Vitis riparia Kreuzungen.

## Chromosomenzahl
Die Chromosomenzahl beträgt 2n = 38.

## Verwendung
Vitis berlandieri ist die interessanteste unter allen Rebenarten zur Verwendung als Unterlagsrebe für die unterschiedlichen und kalkreichen Böden in Europa. Auf Grund ihrer schlechten Bewurzelungsfähigkeit und der damit verbundenen langsamen und schlechten Entwicklung der Rebstöcke in den ersten Jahren hat man sich mit der Herstellung von Hybriden beschäftigt. Euryale Rességuier, ein französischer Rebschulist, hat aus der Berlandieri einen Typ selektiert, der als Berlandieri Rességuier Nr. 2 in der Literatur genannt wird. Dieser hat aber, aus den schon genannten Nachteilen, in der Praxis keine Bedeutung erlangt. Euryale Rességuier hat sich auch mit der Hybridisierung mit Vitis riparia beschäftigt. 1896 bezog der ungarischen Weingutsbesitzer Sigmund Teleki in Villány 22 Pfund Samen der Wildrebe Vitis Berlandieri von ihm. Wegen der damaligen besonderen Quarantänebestimmungen war der Verkehr mit grünen oder verholzten Rebteilen wegen der Gefahr der weiteren Verbreitung der Reblaus (Viteus vitifoliae) verboten, daher bezog Teleki Rebsamen. Er pflanzte davon etwa 40.000 Sämlinge im Glauben, nur reine Vitis berlandieri erhalten zu haben. Es stellte sich bald heraus, dass nur 10 Sämlinge Vitis berlandieri und der größte Teil franko- und ameriko-amerikanische Hybriden waren. Die daraus von Sigmund Teleki selektierten Vitis berlandieri x Vitis riparia-Hybriden stellten aber später die Grundlage für die wichtigsten Unterlagensorten, wie Teleki 5 A, Kober 5 BB, Kober 125 AA, Teleki 8 B, Teleki 5 C und Selektion Oppenheim 4 dar.

## Synonyme
Vitis aestivalis Gray, Vitis aestivalis var. monticola Engelmann, Vitis aestivalis Wright, Vitis cordifolia Coriaca Davin, Vitis coriacea Davin, Vitis montana Buckl., Vitis monticola Durand, Vitis monticola Engelmann, Vitis monticola Mill..

## Trivialnamen
Kalkrebe, Fall Grape, Mountain Grape, Spanish Grape, Suger Grape, Sweet Grape, Uva Cimarrona, Winter Grape.